# Sultana Khaya
Sultana Sidi Brahim Khaya ((in arabo سلطانة سيدي براهيم خيا‎?), conosciuta anche come Sultana Khaya (in arabo سلطانة خيا‎?); ...) è un'attivista sahrawi per i diritti umani  e sostenitrice dell'indipendenza del Sahara occidentale e dell'autodeterminazione.

## Biografia
Sultana Khaya è la presidente della Lega per la difesa dei diritti umani e contro il saccheggio delle risorse naturali.  È nota per il suo attivismo a favore del diritto all'autodeterminazione del popolo Saharawi. È anche membro dell'Organo Saharawi contro la repressione marocchina (ISACOM). Secondo un comunicato stampa delle Nazioni Unite diffuso nel luglio 2021, Sultana Khaya è stata “ripetutamente molestata dalle autorità marocchine e ha perso un occhio quando è stata aggredita da un agente di polizia nel 2007”. Il 30 novembre 2021 Amnesty International ha chiesto un’azione urgente per “porre fine immediatamente ai brutali attacchi contro Sultana Khaya e la sua famiglia e di condurre un’indagine tempestiva, approfondita, indipendente, imparziale, trasparente ed efficace sulle forze di sicurezza".
Il rappresentante permanente del Marocco presso le Nazioni Unite, Omar Hilale, ha accusato Sultana Khaya di essere "una sostenitrice della violenza" e di utilizzare "i diritti umani per scopi politici", nella sua lettera all'ONU a nome del Marocco, sostenendo che il Fronte Polisario aveva redatto rapporti inventati su conflitti armati e violazioni dei diritti umani contro il popolo Saharawi e incitato alla violenza in collaborazione con i media statali algerini. Le autorità marocchine hanno posto Sultanna Khaya come residenza di fatto a Boujdour dal novembre 2020 e Khaya è stata aggredita in più occasioni, subendo violenze sessuali e perquisizioni nella sua abitazione. Secondo un rapporto di Amnesty International, il 15 novembre 2021 le forze di sicurezza marocchine in borghese hanno fatto irruzione nella casa di Khaya, l'hanno violentata e hanno aggredito sessualmente le sorelle e la madre.
Il 5 dicembre 2021, Khaya ha annunciato sul suo feed Twitter personale che la sua casa era stata attaccata, che tutti i membri della sua famiglia erano stati aggrediti, compresa sua madre, e che le era stata iniettata una sostanza sconosciuta. Ha attribuito l'attacco ai servizi [di sicurezza] marocchini.
Nel 2021 La Sinistra al Parlamento Europeo - GUE/NGL l'ha nominata per il Premio Sakharov. Nel contesto del Maroc Gate sono state segnalate pressioni da parte delle autorità marocchine affinché il premio non le venga assegnato e casi di corruzione all'interno del Parlamento europeo avviati dal Marocco.
Nel marzo 2022, una delegazione di volontari con sede negli Stati Uniti, tra cui il presidente ad interim di Veterans for Peace , ha rotto l'assedio durato 482 giorni della casa di Khaya nel Sahara occidentale facendole visita.
Nel 2022 Sultanna Khaya ha partecipato alla Fête de l'Humanité e ha condiviso la sua esperienza di attivista per la pace, invitando il governo francese ad assumere "una posizione equilibrata".
Il 7 febbraio 2023 Sultana Khaya è stata invitata dall'europarlamentare austriaco Andreas Schieder a partecipare a una riunione del Parlamento Europeo dedicata alla crisi dei diritti umani nel Sahara Occidentale dell'Intergruppo parlamentare “Pace per il popolo Saharawi”. Il 9 febbraio si è tenuto un incontro con le vittime del software Pégasus utilizzato dal governo marocchino. Secondo Marouane Kabbaj di MarocHebdo, Sultana Khaya e Aminatou Haidar sono separatisti al soldo del Parlamento europeo e opprimono il loro paese natale, il Marocco.

## Premi e riconoscimenti
- 2022  - Premio della cittadinanza per i diritti dell'uomo della comunità autonoma de La Rioja.[23]